# Pedofilia
Pedofilia (stgr. παῖς paîs, dop. παιδός paidós „dziecko”, φιλία philía „miłość”) – rodzaj parafilii: stan, w którym głównym lub wyłącznym sposobem osiągania satysfakcji seksualnej jest kontakt z dziećmi w okresie przedpokwitaniowym lub wczesnej fazie pokwitania.
Czyny pedofilne mogą przybierać formę: obnażania się i masturbowania przy dziecku, dotykania jego narządów płciowych oraz stosunków seksualnych. Czyny takie nie są dokonywane wyłącznie przez pedofilów, lecz także przez osoby mające trudności w znalezieniu partnera seksualnego wśród dorosłych.
W klasyfikacji ICD-10 pedofilia ma kod F65.4, w klasyfikacji DSM-IV i DSM-5 – 302.2. W obu przypadkach zaliczana jest do kategorii zaburzeń preferencji seksualnych.

## Etymologia i historia terminu
Termin paedophilia erotica został wprowadzony do dyskursu medycznego w 1886 r. przez psychiatrę Richarda von Krafft-Ebinga w dziele Psychopathia Sexualis. Autor charakteryzował pedofilię jako zainteresowanie seksualne jedynie dziećmi w wieku przedpokwitaniowym.

## Definicje diagnostyczne (kliniczne)
„Pedofilia” jest terminem seksuologicznym, określeniem pewnej, nienormatywnej seksualności lub zaburzenia seksualnego. Nie jest terminem kryminologicznym ani prawnym. W znaczeniu klinicznym termin „pedofilia” odnosi się do wewnętrznej, psychicznej dyspozycji człowieka, zwykle przejawiającej się w jego zachowaniu, oznacza zjawisko z obszaru psychopatologii. Stworzono wiele, zbliżonych treściowo, klinicznych definicji pedofilii.

### Definicje instytucjonalne (systemowe)
Definicje instytucjonalne pedofilii, to definicje stworzone przez instytucje (organizacje) zajmujące się określaniem definicji chorób do celów standaryzacji diagnostyki i terapii. Definicje te znajdują się w systemach klasyfikacyjnych schorzeń, stworzonych i zalecanych przez te instytucje. Amerykańskie Towarzystwo Psychiatryczne (APA) stworzyło Podręcznik Diagnostyczny i Statystyczny Chorób Psychicznych (DSM), a Światowa Organizacja Zdrowia (WHO) Międzynarodową Klasyfikację Chorób (ICD). W definicjach instytucjonalnych (systemowych) definiowanie następuje poprzez podanie kryteriów diagnostycznych, których spełnienie jest konieczne, by schorzenie zostało zidentyfikowane jako ta właśnie, a nie inna jednostka chorobowa.

#### ICD-10
W dziesiątym wydaniu klasyfikacji (ICD-10) z roku 1993 pedofilia została opisana w rozdziale „Zaburzenia preferencji seksualnej”, i otrzymała numer kodowy F65.4. Aby można było ją rozpoznać, muszą być spełnione trzy kryteria ogólne dla zaburzeń preferencji seksualnej (F65) (jest to kryterium A), oraz dwa kryteria specyficzne dla pedofilii (B i C).
Kryteria ogólne dla zaburzeń preferencji seksualnej:
- G1. Osoba doświadcza nawracających (recurrent), silnych (intense) seksualnych pragnień (urges) i fantazji dotyczących niezwykłych przedmiotów lub działań.
- G2. Osoba działa zgodnie z tymi impulsami lub odczuwa z ich powodu znaczące cierpienie (is markedly distressed by them).
- G3. Preferencja występuje przez co najmniej 6 miesięcy.

Kryteria specyficzne dla pedofilii:
- B. Utrwalona (persistent) lub dominująca (predominant) skłonność (preference) do aktywności seksualnej z dzieckiem lub dziećmi w wieku przed pokwitaniem (with a prepubescent child or children).
- C. Osoba ma co najmniej 16 lat, i jest co najmniej pięć lat starsza od dziecka lub dzieci z kryterium B.

W najnowszej (z roku 2010) wersji ICD-10 pedofilia została określona skrótowo (obok dotychczasowej, pełnej wersji definicji) jako „seksualna skłonność (preference) do dzieci, chłopców lub dziewczynek lub obojga, zwykle w wieku przedpokwitaniowym (prepubertal) lub wczesnym pokwitaniowym (early pubertal)”.

#### Historia definicji w DSM
Termin „pedofilia” został wprowadzony do klasyfikacji DSM w pierwszym wydaniu podręcznika (DSM-I) z roku 1952. Zarówno w tym wydaniu, jak i w wydaniu drugim (DSM-II) z roku 1968 wymieniono pedofilię w dziale „Dewiacje seksualne”, ale nie przedstawiono żadnych kryteriów diagnostycznych. W wydaniu trzecim (DSM-III) z roku 1980 określono pedofilię jako jedną z parafilii, podano opis choroby, i przedstawiono wskazówki diagnostyczne. Definicję pedofilii oparto na kryteriach diagnostycznych. W wydaniu trzecim zmienionym (DSM-III-R) z roku 1987 rozbudowano treść kryteriów diagnostycznych.
Kryteria A i C pozostają w zasadzie niezmienione od DSM-III-R (1987) przez DSM-IV (1994) i DSM-IV-TR (2000).
Kryterium B w DSM-III-R brzmiało: „osoba działa zgodnie z tymi pragnieniami (urges), lub odczuwa znaczącą przykrość (is markedly distressed) z ich powodu”, co wykluczało rozpoznanie pedofilii u osób mających opisane w kryterium A fantazje i pobudki, lecz niedziałających zgodnie z nimi i nieodczuwających przykrości, choć można ją było rozpoznać u osób, co prawda nieodczuwających przykrości, lecz działających. W DSM-IV, pragnąc ujednolicić sformułowanie kryterium dla wszystkich schorzeń (w medycynie przeważnie nie rozpoznaje się schorzenia pod nieobecność cierpienia) i rozbudować je o kwestie społeczne, wprowadzono do kryterium w definicjach wszystkich parafilii sformułowanie: „powodują klinicznie znaczącą przykrość (distress) lub upośledzenie (impairment) w społecznej, zarobkowej (occupational), lub innych ważnych dziedzinach funkcjonowania”. Działanie zgodnie z pedofilnymi pragnieniami (urges) przestało być wystarczające do spełnienia kryterium B. Rozszerzyło to zakres osób, u których nie sposób było rozpoznać pedofilii, o te, które działają nieodczuwając przykrości, i wykluczyło to rozpoznanie u wszystkich osób bez przykrości (pedofilia egosyntoniczna) i bez upośledzenia funkcjonowania, ograniczając je do pedofilii egodystonicznej. Pragnąc umożliwić rozpoznanie schorzenia psychicznego we wszystkich przypadkach nienormatywnej seksualności związanej z „nieuniknionym krzywdzeniem ofiar”, w DSM-IV-TR przywrócono sformułowanie „osoba działa zgodnie z tymi pobudkami, lub” dla kilku parafilii, w tym dla pedofilii.

#### DSM-IV-TR
W czwartym zmienionym wydaniu podręcznika (DSM-IV-TR) z roku 2000 pedofilia została opisana w rozdziale „Parafilie”, i otrzymała numer kodowy 302.2. Podano trzy, nawiązujące treścią do poprzednich wydań podręcznika, kryteria diagnostyczne.
- A. Przez przynajmniej sześć miesięcy: nawracające (recurrent), silne podniecające seksualnie (intense sexually arousing) fantazje, seksualne impulsy (urges) lub zachowania obejmujące aktywność seksualną z dzieckiem lub dziećmi w wieku przed pokwitaniem (with a prepubescent child or children) (na ogół w wieku 13 lat lub młodszymi).
- B. Osoba działa zgodnie z tymi seksualnymi pragnieniami (urges), lub te seksualne impulsy lub fantazje powodują znaczący dyskomfort (marked distress) lub trudność międzyludzką (interpersonal difficulty).
- C. Osoba ma przynajmniej 16 lat i jest co najmniej 5 lat starsza niż dziecko lub dzieci z kryterium A. Uwaga: nie dotyczy osoby w późnym okresie dojrzewania będącej w relacji seksualnej z dzieckiem dwunasto- lub trzynastoletnim.

Zalecono uszczegółowienie diagnozy dotyczące płci, do której diagnozowany odczuwa pociąg (męska, żeńska lub obie), tego czy zachowania pedofilne ograniczają się do kazirodztwa oraz czy badanego pociągają wyłącznie dzieci (typ wyłączny) czy także dorośli (typ niewyłączny).

#### Debata nad zasadnością umieszczenia pedofilii w DSM
W 2002 roku psychiatra Richard Green, który 30 lat wcześniej argumentował za usunięciem homoseksualizmu z klasyfikacji DSM, swoim artykułem na łamach „Archives of Sexual Behavior” rozpoczął debatę na temat zasadności klasyfikacji pedofilii jako zaburzenia psychicznego. Przedstawił on szereg argumentów za depatologizacją pedofilii:
- brak związku pedofilii z psychopatologią wykazany w badaniu na pedofilach niebędących ani więźniami, ani pacjentami,
- obecność pedofilnego pociągu i podniecenia u znaczącej mniejszości „normalnych” ludzi wykazana w badaniach samoopisowych i z użyciem pletyzmografu prąciowego,
- występowanie zachowań pedofilnych u zwierząt,
- powszechność i akceptacja zachowań pedofilnych w różnych kulturach w różnym czasie,
- nielogiczność kryteriów diagnostycznych DSM.

Fred Berlin odpowiedział Greenowi, że pedofilia może powodować obciążenia i zaburzenia w psychice, zatem wydaje się zasadne uważać pedofilię za zaburzenie psychiczne, co pozwala psychiatrom na leczenie pedofilów. Green w odpowiedzi Berlinowi napisał, że „pedofilia może powodować psychiczne obciążenia i zaburzenia (tak jak heteroseksualizm czy homoseksualizm), ale czy musi? Dlaczego zatem klasyfikować pedofilię jako zaburzenie we wszystkich przypadkach?”.
Alan Dixson określił pedofilię, rozumianą jako wyraźna, często wyłączna, preferencja seksualna wobec dzieci, często połączona z niezdolnością do tworzenia relacji seksualnych z dorosłymi, mianem zaburzenia seksualności.
Julia Ericksen napisała: „DSM nie jest akulturowym i ahistorycznym zestawem definicji. Normalność jest kulturowo i historycznie specyficzna. Normalne działania w innych kulturach, które my byśmy określili mianem pedofilnych, nie mówią nam nic o naszej normalności. Różne kultury instytucjonalizują różne rzeczy, które my byśmy uznali za przejaw zaburzenia psychicznego (na przykład wiara, że jest się Bogiem). Możemy jedynie zdecydować, co jest patologiczne w odniesieniu do społeczeństwa i polityki. Osoby homoseksualne nie stały się normalne, ponieważ w klasyfikacji DSM tak zdecydowano, tylko w wyniku dekad politycznej walki”. Green odpowiedział jej: „Czy podręcznik DSM powinien być akulturowy i ahistoryczny? Weźmy pod uwagę homoseksualizm. Gdyby wcześniejsze wydania DSM były bardziej wyczulone na historię i kulturę, to mogłoby to zapobiec niepotrzebnemu cierpieniu w XX wieku. Geje i lesbijki nie stali się normalni z powodu swojej politycznej walki, raczej zostali oni uznani za niemających DSM-owskiego zaburzenia psychicznego”.
Richard Friedman zadał Greenowi 2 pytania: „Czy parafilie, które spełniają kryteria diagnostyczne powinny być uznawane za zaburzenia psychiczne? Czy specjaliści od zdrowia psychicznego powinni odmawiać terapii osobom z parafiliami żądających ich leczenia i odsyłać ich do systemu prawnego?” Według Friedmana, pomimo ograniczeń w obecnym stanie wiedzy na temat pedofilii, bardziej użyteczne niż szkodliwe jest dalsze klasyfikowanie jej jako zaburzenia psychicznego. Green w swojej odpowiedzi zaproponował dla osób chcących leczyć się z pedofilii wprowadzenie nowej diagnozy – egodystonicznej pedofilii.
George Gaither stwierdził, że być może obecnie najlepszym rozwiązaniem jest uznanie pedofilii za orientacje seksualną, przy dalszym jej patologizowaniu. Gaither obawia się, że usunięcie pedofilii z DSM doprowadziłoby do potępienia leczenia pedofilii przez środowisko naukowe, tak jak to się stało w przypadku terapii homoseksualizmu oraz do utrudnienia czy wręcz zablokowana badań nad pedofilią.
Richard Krueger i Meg Kaplan napisali, że podczas ich łącznej 40-letniej pracy klinicznej nie spotkali pedofilia, który nie potrzebowałby leczenia. Green odpowiedział im, że popełniają oni błąd, dokonując generalizacji wniosków dotyczących pacjentów na całą populację.
Ron Langevin skrytykował Greena za podawanie zaledwie kilku i to wyrwanych z kontekstu przykładów zachowań pedofilnych w innych kulturach jako dowodów na akceptację i powszechność pedofilii w wielu kulturach oraz u wielu ludzi w przeszłości. Langevin przestrzegł przed za daleko posuniętym relatywizmem kulturowym oraz skrytykował cytowane przez Greena badania z użyciem pletyzmografu prąciowego jako zawodne w diagnozowaniu pedofilii. Ponadto zauważył, że w jednym z badań samoopisowych dotyczących pociągu seksualnego do dzieci, na które powoływał się Green, autorzy dokonali błędnej interpretacji wyników. Zdaniem Langevina, organizacje skupiające specjalistów powinny działać na rzecz poprawy kryteriów DSM dla pedofilii, a nie jej usunięcia.
Michael Miner stwierdził, iż „fakt, że w XVIII-wiecznej Polinezji mężczyźni angażowali się w zachowania seksualne z dziećmi, nie oznacza, że pedofilia nie powinna być definiowana jako zaburzenie psychiczne. Pedofilia może być traktowana jako skrajny przejaw zachowania, którego wielu  normalnych ludzi doświadcza, a który jest w większości charakterystyczną cechą wielu, jeśli nie wszystkich, zaburzeń psychicznych”.
Według Charlesa Mosera, ani pedofilia, ani żadna inna parafilia nie powinna być klasyfikowana jako zaburzenie psychiczne. Założenie, że parafilie stanowią psychopatologię określił mianem błędnego i niemającego oparcia w obiektywnych badaniach.
Emil Ng napisał, że tradycyjna medycyna chińska nigdy nie klasyfikowała ani pedofilii, ani homoseksualizmu jako zaburzeń psychicznych, a w starożytnej i współczesnej literaturze chińskiej erotyczna stymulacja dzieci i seksualna zabawa z dziećmi opisywana jest jako korzystna dla ich rozwoju.
Michael Seto stwierdził, że z ewolucyjnego punktu widzenia preferencja wobec niedojrzałego płciowo partnera, z którym nie można spłodzić potomstwa, to anomalia.
Robert Spitzer, Jerome Wakefield i Kenneth Zucker uznali argument Greena, że pedofile w porównaniu z innymi ludźmi nie wykazują więcej zaburzeń osobowości lub innych zaburzeń psychicznych za bez znaczenia dla rozstrzygnięcia czy pedofilia jest zaburzeniem, czy nie. Jak zauważył Zucker, jeśli ten argument byłby słuszny, to homoseksualizm musiałby być przywrócony do DSM, bo badania epidemiologiczne wykazały wyższą zapadalność na zaburzenia psychiczne wśród gejów i lesbijek.
Spitzer i Wakefield napisali, że to czy jakiś stan jest powszechny czy rzadki, ma niewielki wpływ na to, czy jest to stan normalny czy patologiczny, jako przykłady podali zapalenie dziąseł, które jest stosunkowo częste i posiadanie niebieskich oczu, które jest stosunkowo rzadkie. Zaburzenie psychiczne zdefiniowali jako niezdolność mechanizmu, procesu lub struktury do prawidłowego działania, zgodnego z ich biologicznie „zaprojektowaną” (ukształtowaną przez dobór naturalny) funkcją, która ta niezdolność powoduje znaczącą szkodę dla danej osoby lub innych osób. Zaznaczyli, że etiologia pedofilii powinna zostać wyjaśniona. Ponadto skrytykowali Greena za cytowanie badań samoopisowych i z użyciem pletyzmografu prąciowego jako nieprzedstawiające żadnego dowodu, że którakolwiek z badanych osób miała stałą tendencję do intensywnego seksualnego podniecenia do dzieci, a która ta tendencja jest charakterystyczną cechą pedofilii. We wnioskach końcowych stwierdzili: „Zakładając, że pedofilia jest szkodliwa (powoduje frustrację, jeśli nie jest praktykowana, lub jest potencjalnie szkodliwa dla dziecka, jeśli jest realizowana), niektóre formy pedofilii najlepiej określić jako zaburzenie psychiczne”. Green w odpowiedzi napisał, że DSM do rozpoznania pedofilii wymaga podniecenia seksualnego trwającego 6 miesięcy. Ponadto nie zgodził się ze Spitzerem i Wakefieldem, że przyczyny pociągu seksualnego do dzieci potrzebują wyjaśnienia oraz zaznaczył, że „nasza niewiedza o etiologii pedofilii nie uprawnia do nazywania jej zaburzeniem psychicznym, po to żeby ją badać”.

#### Debata nad kryteriami w definicji pedofilii w DSM
Badacze wskazywali, że kryteria pedofilii w DSM są zbyt wąskie, gdyż nie spełnia ich osoba, u której występują długotrwałe seksualne fantazje i impulsy (urges) dotyczące aktywności seksualnej z dzieckiem (kryterium A), lecz nie działa ona zgodnie z nimi i nie powodują one u niej znaczącego cierpienia (nie spełnia ona kryterium B).
Ray Blanchard zaproponował ogólne rozwiązanie, do zastosowania w definicjach wszystkich parafilii – rozróżnienie między „parafilią”, a „zaburzeniem parafilnym” (paraphilic disorder). Ten drugi termin oznaczałby schorzenie (zaburzenie psychiczne), rozpoznawane przy spełnieniu zarówno kryterium A (określającego przedmiot seksualnych fantazji i impulsów w danej parafilii), jak i B (zawierającego wymóg działania zgodnie z tymi impulsami lub doświadczania cierpienia z ich powodu). Osoba spełniająca kryterium A, lecz nie spełniająca kryterium B, byłaby określana jako „mająca (wykazująca, przejawiająca) parafilię”, ale nie jako rozpoznawane schorzenie (zaburzenie), tylko nienormatywną (nietypową) preferencję seksualną.
William O’Donohue zaproponował przeciwnie, uproszczenie kryteriów diagnostycznych i rozpoznawanie pedofilii, jako zaburzenia psychicznego, w każdym przypadku odczuwania pociągu seksualnego do dzieci (kryterium A), ponieważ jest on zawsze potencjalnie szkodliwy. To czy osoba działa zgodnie z tym pociągiem, i czy odczuwa cierpienie (kryterium B), powinno być nieistotne.
Blanchard zaproponował też, by zmienić kryterium A, tak by wymieniało także te dzieci, do których pociąg seksualny odczuwają hebefile. U hebefilów spełniających oba kryteria (A i B) można byłoby wówczas rozpoznać „zaburzenie pedofilne” (pedophilic disorder), ale z wyszczególnieniem, z którego przedziału wiekowego dzieci są przedmiotem pociągu (podtyp hebefiliczny). Propozycja ta została skrytykowana przez innych badaczy zagadnienia i odrzucona przez APA. Gdyby została przyjęta, definicja pedofilii w DSM stałaby się podobna do skróconej definicji w najnowszej (z roku 2010) wersji ICD-10, gdzie mówi się o „wieku przedpokwitaniowym (prepubertal) lub wczesnym pokwitaniowym (early pubertal)”.

#### DSM-5
W 2013 ukazało się piąte wydanie podręcznika (DSM-5). Zgodnie z propozycją Blancharda wprowadzono w nim rozróżnienie między parafilią a zaburzeniem parafilnym. Nie zmieniło się w nim w stosunku do DSM-IV-TR umieszczenie pedofilii (zaburzenia pedofilnego) w klasyfikacji, jej numer kodowy i kryteria diagnostyczne.
Rozpoznanie „zaburzenia pedofilnego”, jako jednostki chorobowej (zaburzenia psychicznego) następuje przy spełnieniu wszystkich trzech kryteriów. Bez spełnienia kryterium B nie rozpoznaje się zaburzenia, lecz jedynie stwierdza „pedofilię”, jako nienormatywną (nietypową) preferencję seksualną.
W DSM-5 wymagane jest także uszczegółowienie diagnozy dotyczące płci, do której diagnozowany odczuwa pociąg, tego czy badanego pociągają wyłącznie dzieci czy także dorośli oraz czy zachowania pedofilne ograniczają się do kazirodztwa.
Kryteria diagnostyczne DSM dotyczą zarówno osób przyznających się do odczuwanego pociągu seksualnego do dzieci, jak i osób zaprzeczających takim odczuciom, jeśli ich popęd stwierdzono na podstawie obiektywnych objawów.

### Definicje autorskie
Definicje autorskie pedofilii, to definicje stworzone przez poszczególnych badaczy zajmujących się tym zagadnieniem.
Kazimierz Imieliński: „Pedofilia (...) jest odchyleniem seksualnym, przejawiającym się w skłonności do praktyk seksualnych z dziećmi”.
Zbigniew Lew-Starowicz: „Pedofilia (...) jest to (...) parafilia, polegająca na osiąganiu satysfakcji seksualnej w kontaktach z dziećmi”.
Robert C. Carson: „Pedofilia – to parafilia, w której preferowanym lub wyłącznym partnerem seksualnym osoby dorosłej jest dziecko przed okresem pokwitania”.
Kazimierz Pospiszyl: „Pedofilia – zaburzenie preferencji seksualnej, przejawiające się tym, że cel (obiekt) pożądania seksualnego stanowi dziecko, niewykazujące jeszcze cech dojrzewania płciowego”.
Irena Pospiszyl: „Pedofilia jest terminem medycznym, określającym, mówiąc najogólniej, seksualny popęd osoby powyżej wieku dziecięcego, skierowany na dziecko”.
Kurt Freund: „...utrzymująca się (sustained) erotyczna skłonność (preference) do dzieci w wieku do lat 11 lub 12 włącznie, większa niż do ludzi dojrzałych fizycznie, przy swobodnym wyborze partnera”.

### Wspólne cechy definicji
Definicje kliniczne pedofilii, zarówno autorskie, jak i stworzone przez instytucje, zawierają określenie istoty tego zjawiska, osoby chorej (pedofila) oraz preferowanego przez nią obiektu pożądania seksualnego (dziecka).

#### Istota pedofilii
W definicjach klinicznych pedofilia oznacza pewne zaburzenie preferencji seksualnej, pewną parafilię. Według DSM-5 oznacza nienormatywną (nietypową) preferencję seksualną, która niekiedy, lecz nie zawsze jest zaburzeniem psychicznym (zaburzeniem pedofilnym). Sformułowania, że ktoś „ma zaburzenia preferencji seksualnej”, czy też, że „jest dotknięty parafilią”, podkreślają, iż chodzi o pewien stan, skłonność, właściwość człowieka, która może, ale nie musi, wyrazić się w zachowaniu (czynach). Relacja seksualna z dzieckiem może mieć charakter realny lub tylko wyobrażeniowy (fantazje erotyczne). Do rozpoznania pedofilii (zaburzenia pedofilnego) nie jest konieczne doświadczanie przez pedofila cierpienia (distress) z jej powodu, czyli egodystonia (pedofilia egodystoniczna). Może być ona rozpoznawana pod nieobecność cierpienia, w stanie egosyntonii (pedofilia egosyntoniczna).
Zaburzenie pedofilne jest zaliczane do grupy zaburzeń preferencji co do obiektu pożądania seksualnego. Sposób zaspokajania pożądania jest przeważnie niezaburzony.

#### Osoba pedofila
W definicjach klinicznych osoba zaburzona (pedofil) jest osobą dorosłą, a przynajmniej „powyżej wieku dziecięcego”. Definicje instytucjonalne precyzują jej wiek na „przynajmniej 16 lat” i co najmniej 5 lat wyższy niż wiek dziecka, będącego preferowanym obiektem seksualnym. Jednak w opisach klinicznych i komentarzach do definicji, zarówno w DSM, jak i ICD, jest zalecona ostrożność w rozpoznawaniu pedofilii u osób w późnym wieku dorastania.
Definicje kliniczne nie wiążą rozpoznania pedofilii z płcią, nie wykluczają tego rozpoznania u kobiet. Uważano jednak, że „z powodu braku utrzymujących się przewlekle pragnień seksualnych (sexual urges)” nie można rozpoznawać pedofilii u kobiet, nawet w przypadku zachowań pedofilnych.

#### Pojęcie dziecka
Sposób definiowania dziecka jest kluczowym elementem w klinicznych definicjach pedofilii. Badacze problemu wskazują, że (ponieważ definicja kliniczna nie powinna opierać się na normach społecznych i prawnych, zmiennych kulturowo), przy odróżnianiu pedofilów od niepedofilów naturalną granicą dzieciństwa jest granica biologiczna, wyznaczona przez zmiany wyglądu związane z dojrzewaniem. Dziecko, z punktu widzenia biologii, to osoba w wieku przedpokwitaniowym – taka, u której nie pojawiły się jeszcze oznaki dojrzewania. Preferowanym przez pedofila obiektem pożądania jest właśnie dziecko przed okresem dojrzewania. Czynnikiem decydującym jest brak wtórnych (drugorzędowych, a według innej klasyfikacji trzeciorzędowych) cech płciowych (przede wszystkim owłosienia łonowego), a nie konkretny wiek. Richard Green zaproponował jako granicę biologiczną dzieciństwa drugie stadium skali Tannera. Jednak wskazywane są też niekiedy konkretne granice wiekowe, np. Kurt Freund w swoich pracach stosował granicę wieku 12 lat, a w definicji zawartej w systemie DSM jest podana orientacyjna granica wieku – 13 lat. W najnowszej wersji klasyfikacji ICD-10 rozszerzono zakres pojęcia „dziecko” na osoby we wczesnym wieku pokwitaniowym (early pubertal age).
Zalecenia diagnostyczne zawarte w opisie pedofilii w DSM i określenie pedofilii w ICD, umożliwiają wyróżnienie pedofilii homoseksualnej, heteroseksualnej i biseksualnej. Jednak niekiedy uważa się, że płeć dziecka nie ma dla pedofila znaczenia, gdyż niedojrzałe ciało dziecka, niezależnie od jego płci, jest w pedofilii rodzajem fetyszu.

#### Wyłączność preferencji
Definicje kliniczne pedofilii nie ograniczają możliwości jej rozpoznania do osób, które odczuwają pociąg seksualny wyłącznie do dzieci w wieku przedpokwitaniowym (prepubescents). Istotne dla rozpoznania jest by dzieci w tym wieku były preferowane, w porównaniu z dziećmi w wieku pokwitania (adolescents) i osobami dorosłymi. Kryterium w definicji ICD mówi o skłonności utrwalonej (persistent) lub dominującej (predominant). Definicja DSM wyróżnia typ wyłączny (exclusive type) gdy badanego pociągają wyłącznie dzieci, i typ niewyłączny (nonexclusive type) gdy badanego pociągają także dorośli.

### Pedofilia a pedofilne zachowania seksualne
Do rozpoznania pedofilii nie jest konieczne występowanie zachowań pedofilnych. Może być ona rozpoznawana na podstawie występowania pedofilnych fantazji lub pragnień (urges), przy czym, o ile w DSM-IV-TR pedofilia, jako zaburzenie, rozpoznawana była jedynie, jeśli tym fantazjom i pobudkom (pod nieobecność zachowań), towarzyszyło, spowodowane przez nie, cierpienie (distress), to według DSM-5 pedofilię, jako nienormatywną seksualność, stwierdza się na podstawie występowania pedofilnych fantazji lub pobudek (kryterium A), ale do rozpoznania zaburzenia pedofilnego wymagane jest także działanie zgodne z tymi pobudkami lub, spowodowane przez nie, cierpienie (kryterium B).
„Działanie” zgodne z pedofilnymi pobudkami (zachowanie pedofilne) nie musi występować w postaci czynności seksualnych z udziałem rzeczywistych dzieci. Może sprowadzać się do posługiwania się wizerunkiem dziecka (rzeczywistego lub wyobrażonego), często w postaci pornografii dziecięcej.

#### Definicja behawioralna pedofilii i jej krytyka
Badacze zjawiska wykorzystywania seksualnego dzieci, David Finkelhor i Sharon Araji, stwierdzili, że pedofilia może być definiowana w sposób wąski, „wyłączający” (exclusive) lub szeroki, „włączający” (inclusive). Definicje wyłączające przypisują rozpoznanie pedofilii tylko tym, spośród osób przejawiających zainteresowania lub zachowania pedofilne, które spełniają określone kryteria diagnostyczne. Definicje włączające przypisują takie rozpoznanie wszystkim osobom przejawiającym pedofilne zainteresowania lub zachowania.
Finkelhor i Araji opowiedzieli się za definicjami włączającymi, i zdefiniowali pedofilię, wbrew definicjom przyjętym przez seksuologów, jako każdy kontakt seksualny dorosłego z dzieckiem w wieku przedpokwitaniowym, niezależnie od motywu, i każde zainteresowanie seksualne dorosłego dzieckiem w tym wieku, rozpoznawane na podstawie zachowania. Oderwali przez to zachowanie seksualne od motywu seksualnego i stwierdzili, że zachowanie to, nawet jeśli jest podjęte z motywów pozaseksualnych, nie traci charakteru zachowania pedofilnego (pedofilii).
Finkelhor i Araji stwierdzili, że preferują definicje szersze (włączające), gdyż „węższa definicja sugeruje, że pedofilia jest złożonym stanem psychologicznym, wymagającym szczegółowej analizy historii danej osoby i badania motywacji” (the more restricted definition of pedophilia makes it a complex psychological condition, which requires detailed analysis of an individual’s history and motivation to deduce) i wolą definiować pedofilię za pomocą łatwych do stwierdzenia kryteriów opartych o zachowanie (behawioralnych), co jest łatwiejsze przy przyjęciu szerszej definicji (We favor defining the category by some more readily ascertainable behavioral criteria, which is easier to do with the broader definition.).
Seksuolodzy Paul Okami i Amy Goldberg skrytykowali stanowisko Finkelhora i Araji, twierdząc, że jeśli jednak pedofilia jest złożonym stanem psychologicznym, co sugerują jej węższe (wyłączające) definicje, to lepszym podejściem jest rozwinięcie metody jego badania, niż dla wygody nazywanie wszystkich zachowań pedofilnych, niezależnie od motywacji, pedofilią.

#### Terminy „pedofilia właściwa” (fiksacyjna) i tzw. „pedofilia zastępcza” (regresyjna)
Przyjęcie szerokiej (włączającej) definicji pedofilii powoduje konieczność stosowania pojęć o zakresie węższym, wyróżniających takie osoby, które spełniają węższe, seksuologiczne kryteria diagnostyczne oraz takie, które (mimo wykazywania zachowań pedofilnych), ich nie spełniają.
Kazimierz Imieliński stosuje termin „pedofilia właściwa”, na określenie stanu „gdy partnerem preferowanym jest małe dziecko”, oraz termin „pedofilia zastępcza”, na określenie sytuacji „gdy praktyki seksualne z dziećmi mają charakter zastępczy, tj. partnerem preferowanym jest człowiek dojrzały, lecz wskutek trudności lub niemożności nawiązania z nim kontaktu seksualnego (...) możliwości realnego zaspokojenia potrzeb seksualnych są ograniczone tylko do praktyk seksualnych z dziećmi”.
Stosowane są też terminy „pedofile prawdziwi” (true pedophiles) i „pedofile okazjonalni” (opportunistic pedophiles) oraz „pedofile preferencyjni” (preferential) i „pedofile sytuacyjni” (situational).
A. Nicholas Groth, William F. Hobson i Thomas Gary wyróżnili „pedofilię fiksacyjną”, polegającą na preferowaniu seksualnych kontaktów z osobami niedojrzałymi płciowo, i „pedofilię regresyjną”, w której takie kontakty nie są skutkiem preferencji, lecz innych (często przypadkowych) czynników (zachowania sytuacyjne).
Terminologia Grotha, Hobsona i Gary’ego nawiązuje do jednej z teorii dynamiki rozwoju psychoseksualnego – koncepcji tzw. „łuku życia”. Według tej teorii człowiek, w trakcie dojrzewania psychoseksualnego, przechodzi do coraz bardziej dojrzałych form aktywności seksualnej („wspina się po łuku życia” – schemat Hansa Buergera-Prinza), a od pewnego momentu życia (niekoniecznie po osiągnięciu pełnego rozwoju – „szczytu”) zaczyna się cofać w rozwoju („schodzi w dół łuku”), powtarzając przebyte podczas dojrzewania etapy w odwrotnej kolejności.
Według koncepcji łuku życia pedofilia fiksacyjna pojawia się w wyniku „fiksacji”, czyli zatrzymania się w rozwoju na etapie dziecka („przytwierdzenia się” do tego etapu), a pedofilia regresyjna w wyniku „regresji”, czyli cofnięcia się w rozwoju do tego etapu. Koncepcja ta jest krytykowana przez badaczy zajmujących się zjawiskiem pedofilii, za zbyt daleko posunięte uproszczenie.

## Chronofilie w obrębie i obok pedofilii
Pedofilia jest jedną z chronofilii – stanów, w których pociąg (popęd) seksualny jest skierowany na osoby w określonej fazie rozwoju osobniczego. Nie wszystkie chronofilie są odchyleniami od normy seksualnej (parafiliami) czy zaburzeniami. Teleiofilia, czyli pociąg seksualny do osób dojrzałych płciowo, jest właśnie podstawowym stanem w obrębie normy.
Infantofilia jest rodzajem pedofilii, w którym preferowanym obiektem seksualnym jest dziecko poniżej piątego roku życia.
Seksualne zainteresowanie dziećmi w okresie dojrzewania (adolescents), czyli w przybliżeniu od 13 do 16 roku życia, jest stanem odrębnym od pedofilii, i nazywane jest efebofilią lub hebefilią. Niekiedy nazwą „efebofilia” określa się zainteresowanie seksualne dojrzewającymi chłopcami, a „hebefilia” – dojrzewającymi dziewczętami. Podobnie jak w przypadku pedofilii, efebofilia (hebefilia) oznacza skłonność (preferencję) seksualną, której nie muszą koniecznie towarzyszyć zachowania (efebofilne czy hebefilne).

## Użycie terminu „pedofilia” niezgodne z jego znaczeniem klinicznym (definicjami diagnostycznymi)
Osoby profesjonalnie zajmujące się, zarówno teoretycznie (badania naukowe), jak i praktycznie (diagnostyka sądowo-lekarska, system penitencjarny, środki przekazu), zjawiskami pedofilii i wykorzystywania seksualnego dzieci, stosują często „na własny użytek” różne definicje pedofilii, nie zawsze zgodne z definicjami klinicznymi, ale zgodne z ich własnymi przekonaniami i doświadczeniami.

### „Pedofilia” w znaczeniu „pociąg do osób małoletnich” (attraction to minors)
Słowo „pedofilia” jest niekiedy w języku potocznym, a nawet w niektórych pracach naukowych używane do opisywania zarówno pociągu seksualnego do dzieci w wieku przedpokwitaniowym, jak i pociągu do osób w okresie dojrzewania – efebofilii/hebefilii (czyli wszelkich przypadków pociągu do osób małoletnich – attraction to minors). Jednak badacze zagadnienia dostrzegają potrzebę rozróżniania tych dwu stanów. Ray Blanchard wskazywał na „konieczność odróżnienia osób reagujących seksualnie na dzieci bez cech dojrzewania, od osób reagujących seksualnie na dzieci (osoby) z powodu pojawiających się u nich cech dojrzewania”. David Finkelhor odmiennie definiował wykorzystanie seksualne w przypadku dziecka w wieku poniżej 13 roku życia, niż w przypadku dziecka w wieku 13 – 16 lat. Robert C. Carson stwierdził, że „badania nad wykorzystywaniem seksualnym małoletnich, w których definicję dzieciństwa rozszerzono tak, by obejmowała również okres dojrzewania, niekoniecznie muszą dotyczyć pedofilii”. Kazimierz Pospiszyl podkreślił, że „popęd pedofila różni się zasadniczo, bo jakościowo, od popędu zdecydowanej większości mężczyzn, (...), podczas gdy preferencje seksualne sprawcy molestowania seksualnego dzieci w wieku pubertalnym nie odbiegają zasadniczo od tych, jakie występują u większości normalnych i właściwie przystosowanych mężczyzn”.

### „Pedofilia” w znaczeniu „wykorzystywanie seksualne dzieci” (children sexual abuse,CSA)
Słowo „pedofilia” jest często w języku potocznym, a nawet w wielu pracach naukowych używane do opisywania zjawiska wykorzystywania seksualnego dzieci (children sexual abuse, CSA). W tym znaczeniu termin ten odnosi się nie do stanu danej osoby, lecz do określonego zdarzenia (czynu) lub zdarzeń (czynów). W pracach badaczy zjawiska wykorzystywania seksualnego dzieci słowo „pedofilia” jest stosowane zwłaszcza wtedy, gdy „przedmiotem zainteresowania jest osoba sprawcy”, a nie ofiara (dziecko). Jednak takie stosowanie tego terminu jest krytykowane. Kazimierz Pospiszyl stwierdził, że „różnica między pedofilem a sprawcą wykorzystywania seksualnego dzieci” jest „bardzo istotna z klinicznego punktu widzenia” i zamienne stosowanie tych terminów „nie jest do końca uzasadnione”. Według Ireny Pospiszyl „zwykle o pedofilii mówi się w każdym przypadku seksualnego wykorzystywania dziecka” „w sposób dość nieuprawniony”, a „zacieranie się różnic” między tymi terminami „jest prawdopodobnie konsekwencją prawnych regulacji”, które „koncentrują się na zachowaniu”, a nie na przyczynach i mechanizmach zjawiska.
Niekiedy można spotkać stwierdzenie o stosowaniu słowa „pedofilia” jako terminu prawnego, o „definicji prawniczej pedofilii”, o „przestępstwie pedofilii”.

## Przyczyny

### Badania neuropsychiatryczne
W 2007 roku zostały zaprezentowane wyniki badań dotyczące różnic w funkcjonowaniu mózgu, występujących pomiędzy osobami zdrowymi, a ludźmi dotkniętymi zaburzeniami preferencji seksualnych. Grupa naukowców neurologów z Uniwersytetu Yale, pod przewodnictwem dr. George’a Northoffa, odkryła, że zaburzenia w pracy, szczególnie obszarów podwzgórza (generalnie chodzi o obniżoną aktywność obszarów występujących w korze czołowej), charakteryzuje osoby dotknięte zaburzeniami i posiadające preferencje pedofilne. Rozpoczęto próby prowadzenia terapii farmakologicznej, jednak naukowcy są sceptyczni, co do określania tego typu skłonności tylko na podstawie diagnostyki mózgu.
Istnieje koncepcja według której wykorzystanie seksualne w dzieciństwie zmienia strukturę mózgu, szczególnie w płatach czołowym i skroniowym. Może to powodować powstawanie pobudzenia w odpowiedzi na bodźce atrakcyjne dla pedofilów, ponieważ obszary czołowe odpowiadają za samokontrolę i hamowanie zachowań, a skroniowe za powstawanie pobudzenia seksualnego. Badania wykazują wyraźnie obniżoną u pedofilów aktywność struktur odpowiedzialnych za hamowanie reakcji. Różnice neuroanatomiczne w stosunku do normy zauważono także w obrębie struktur podkorowych (jądro ogoniaste, wzgórze).

### Neuroprzekaźnictwo
Zakłada się, że serotonina hamuje zachowania impulsywne i agresywne. U pedofilów wykryto zmniejszoną aktywność presynaptyczną przekaźnictwa serotoninergicznego przy jednoczesnej regulacji w górę receptorów postsynaptycznych tego przekaźnika. Może to powodować wzrost apetencji seksualnej.
U osób z kompulsywnymi zachowaniami parafilnymi stwierdzono też wzrost poziomu noradrenaliny, co również może wiązać się z zachowaniami agresywnymi i przemocą.

## Występowanie
Liczba osób spełniających kryteria diagnostyczne dla pedofilii jest trudna do ustalenia. Diagnozie i leczeniu poddawani są głównie sprawcy przestępstw seksualnych wobec dzieci. Trudność polega na oszacowaniu liczby osób z zaburzeniem, które spełniają kryteria diagnostyczne, lecz nie weszły w konflikt z prawem lub pomimo popełnienia przestępstwa nie zostały aresztowane.
Według szacunkowych danych pedofilia może dotyczyć do 5% dorosłych mężczyzn.
Około 99% przypadków pedofilii dotyczy mężczyzn, a około 1% – kobiet.

## Przebieg
W badaniu polegającym na samodzielnym określeniu się przez zaburzone osoby 7% męskich pedofilów zadeklarowało wyłącznie zainteresowanie dziećmi.
Wykazano, że pedofile popełniają średnio 10 razy więcej przestępstw polegających na wykorzystaniu seksualnym dzieci niż sprawcy nie będący pedofilami. Autorzy badań szacują, że 88% sprawców molestowania seksualnego dzieci, odpowiedzialnych za 95% stwierdzonych przestępstw, spełnia obecnie lub spełni w przyszłości kryteria diagnostyczne dla pedofilii. Z deklaracji badanych pedofilów wynika, że sprawcy dopuszczają się wykorzystania średnio 5,2 dziewczynek, popełniając zarazem 34 przestępstwa, zaś w odniesieniu do chłopców wykorzystano 10,7 dzieci, popełniając 52 przestępstwa, dane w przypadku wykorzystania dzieci obu płci, wskazują na popełnienie 120 przestępstw na 27,3 dzieciach.
Większe liczby, zarówno wykorzystanych dzieci, jak i dokonanych aktów wykorzystania seksualnego zadeklarowali pedofile nie będący więźniami. Z anonimowych ankiet przeprowadzonych wśród sprawców przestępstw wynika, że popełniono 23,2 przestępstwa na 19,8 dzieciach obu płci, zaś w stosunku do chłopców dopuszczono się 281,7 czynów na 150 dzieci.
Na ofiary wybierane są najczęściej dziewczynki w wieku 8 -10 lat i nieco starsi chłopcy.
Zachowania seksualne ze strony pedofila mogą przyjmować różne formy. Od rozbierania i dotykania ciała dziecka, poprzez rozbieranie się w jego obecności i masturbację w obecności dziecka. Skrajną formą są dotykanie i penetracja narządów płciowych z użyciem różnie nasilonej przemocy.
Najczęściej zachowania takie są racjonalizowane przez pedofilów i tłumaczone dobrem dziecka, czy też walorem edukacyjnym takich praktyk. Na ofiary wybierane bywają dzieci z najbliższego otoczenia lub rodziny, ale pedofil potrafi się także posunąć do zatrudnienia się na stanowisku obejmującym kontakt z dziećmi. Pedofilię cechuje duża częstość nawrotów.

## Diagnostyka i różnicowanie
Należy odróżnić prawdziwą pedofilię od kontaktów seksualnych podejmowanych z dzieckiem z powodu upośledzenia umysłowego/uzależnienia/otępienia sprawcy.
Pedofilia (w znaczeniu zachowania/czynu pedofilnego) może być przejawem choroby somatycznej (np. nowotworu mózgu) lub psychicznej, „infantylności, uwiądu starczego, perwersji lub pseudoperwersji” (to znaczy „różnorodnych zakłóceń osobowości”).
Stosowane są różne podziały pedofilii. Klasyfikacja wprowadzona przez A.N. Grotha, W.F. Hodsona i T. Gary’ego wyróżnia dwa typy pedofilii:
- Pedofil fiksacyjny, osoba która od młodości za najbardziej atrakcyjny obiekt seksualny uznaje dziecko;
- Pedofil regresyjny, osoba które kieruje swoje zainteresowania seksualne na dzieci w sytuacji gdy nie może znaleźć dorosłego partnera seksualnego.

W innej klasyfikacji wyróżnia się:
- pedofilów infantylnych, preferujących zabawy seksualne z dziećmi, charakteryzujących się także niedojrzałą osobowością
- dewiantów, których interesuje wyłącznie seks z dziećmi, zwykle w postaci kontaktów oralno-genitalnych, poszukujących kontaktów seksualnych od wieku dojrzewania
- pedofilów regresywnych, doprowadzających do pełnych kontaktów seksualnych, jednak traktujących dziecko jako osobę zastępczą względem dorosłego partnera
- pedofilów typu sadystycznego, którzy jedynie poprzez brutalny gwałt osiągają pełną satysfakcję seksualną.

## Pedofilia a pojęcie orientacji seksualnej

### Pedofilia jako orientacja seksualna
Pomimo że pedofilia bywa przez niektórych naukowców określana jako orientacja seksualna, nie uznaje się jej jako coś porównywalnego do orientacji takich jak heteroseksualizm, homoseksualizm czy innych. Pedofilia bywa częściej uznawana przez naukowców za schorzenie umysłowe niż za orientację seksualną. Referendum American Psychological Association (APA) przeprowadzone w latach 70. XX wieku uznało, że "Dokonany za obustronną zgodą stosunek dorosłych osób tej samej płci nie sugeruje elementu krzywdy dla jednego z uczestników, jednak w przypadku seksu dziecko-dorosły, bariera wiekowa sprawia, że nie może być w tym przypadku mowy o obustronnej zgodzie". Według badań Shafiqul Islam'a przeprowadzonych na rzecz United International University w Bangladeszcie "W przeciwieństwie do nieheteroseksualnych orientacji takich jak homoseksualizm czy biseksualizm, pedofilia nie jest orientacją seksualną; jest ona psychologicznym zaburzeniem, które można wyleczyć za pomocą terapii". Za to z artykułu Julianna Baker'a dla The Kwantlen Psychology Student Journal (KPSJ) wynika że "...Nawet jeżeli naukowa definicja orientacji seksualnej mogłaby zostać rozszerzona o pedofilię, przeciwnicy pedofilii mogliby uznać tę zmianę jako próbę normalizacji przestępstw wobec dzieci. Ważne jest, aby wyjaśnić że rozszerzenie orientacji seksualnej o orientację wiekową nie spowodowałoby wykluczenia pedofilii z klasyfikacji jako zaburzenie psychiczne w DSM-5. Osoby z pociągiem do dzieci powinny szukać leczenia, a nie akceptować swoją kondycję jako normę."
W jednej z edycji DSM-5, czyli klasyfikacji zaburzeń psychicznych Amerykańskiego Towarzystwa Psychiatrycznego, zaburzenie pedofilskie zostało nazwane "pedofilską orientacją seksualną". Spowodowało to możliwość stwierdzenia orientacji seksualnej zamiast zaburzenia umysłowego u osób, które nie miały poczucia winy, wstydu, czy lęku z powodu swoich impulsów pedofilskich. Wywołało to oburzenie, szczególnie w konserwatywnych mediach. Amerykańskie Towarzystwo Psychiatryczne pod wpływem publicznej krytyki uznało użycie terminu „orientacja seksualna” za błąd i skorygowało go, zastępując je określeniem „zainteresowanie seksualne”.
Pedofilia, nawet pomimo że przez niektórych może być uznawana za orientację seksualną, nie jest częścią ruchu LGBT. Społeczność LGBT jest przeciwna uznania ludzi identyfikujących się jako minor-attracted person (MAP) jako coś, wchodzącego w kategorię orientacji seksualnej spełniającej standardy tej społeczności. Według słów Nicka Morrowa „Ruch LGBTQ całkowicie odrzuca wszelkie sugestie, że nasza społeczność jest powiązana z niezgodnymi z przyzwoleniem zachowaniami interpersonalnymi, w tym przerażającymi działaniami pedofilów”. Jako powód takiego podejścia, społeczność LGBT często zaznacza że jest przeciwna temu aby MAP pod pretekstem walki o równość dla innych orientacji postulowała o prawo do wykorzystywania ludzi nie będących na tyle rozwiniętymi intelektualnie aby móc podejmować poważne decyzje w sprawach doboru partnera czy poddawaniu się aktów seksualnych z ludźmi o wiele starszymi od nich samych.

### Pedofilia a orientacje seksualne kierowane w stronę osób dorosłych
Niektórzy ludzie obawiają się wystawiania swoich dzieci na kontakt z homoseksualistami w nienadzorowanych warunkach. Rozgłos wokół spraw rzymskokatolickich nadużyć seksualnych spotęgował te obawy. Wiele organizacji skupia się na tych problemach, szukając powiązań między homoseksualizmem a pedofilią. Według Raportu Johna Jaya, badania zleconego przez Konferencję Biskupów Katolickich Stanów Zjednoczonych pod patronatem uczelni John Jay College of Criminal Justice i komisji rewizyjnej, której przewodniczy sędzia sądu apelacyjnego stanu Illinois Anne M. Burke, „81% zgłoszonych ofiar wykorzystywania seksualnego dzieci przez duchownych katolickich to chłopcy”. Komisja rewizyjna doszła do wniosku, że „kryzys charakteryzował zachowania homoseksualne” i w świetle tego „obecny kryzys nie może być rozwiązany bez rozważenia kwestii związanych z homoseksualizmem”. Według Margaret Smith, jednej z badaczek Johna Jaya, „nieuzasadnionym wnioskiem jest twierdzenie, że większość księży, którzy wykorzystywali dzieci płci męskiej to geje.” „Pomimo że większość nadużyć wystąpiła pomiędzy osobami tej samej płci, to chęć dopuszczania się aktów pedofilii wobec dzieci płci męskiej przez dorosłych mężczyzn, nie jest tym samym, co homoseksualizm”. Jeden z badaczy, Louis Schlesinger, argumentował, że głównym problemem była pedofilia lub efebofilia, a nie orientacja seksualna kierowana w stronę dorosłych, a do tego stwierdził, że niektórych mężczyzn będących w heteroseksualnym związku małżeńskim z dorosłymi kobietami, również mogą pociągać chłopcy w wieku dorastającym.
Badania przeprowadzone przez dr Carole Jenny, dr A.W. Richard Sipe i innych, nie znalazły dowodów na to, że homoseksualiści częściej molestują dzieci niż heteroseksualiści. Na podstawie odpowiedzi badanych tysięcy osób, u których potwierdzono, że w przeszłości dopuścili się aktu przemocy seksualnej wobec osoby nieletniej, jedno z badań wykazało, że 70% przestępców seksualnych, którzy zaatakowali chłopców, oceniło siebie jako głównie lub wyłącznie heteroseksualnych w stronę osób dorosłych, a tylko 8% jako wyłącznie homoseksualnych. Pletyzmograf prąciowy przeprowadzony na badanych pokazuje, że mężczyźni preferujący dorosłych mężczyzn (często nazywanych „androfilami” w tych badaniach) nie pociągają dorastający lub młodzi chłopcy bardziej niż mężczyzn preferujących dorosłe kobiety (nazywanych „gynefilami”). Za to przestępcy seksualni, których celem są chłopcy – zwłaszcza chłopcy przed okresem dojrzewania – mogą być heteroseksualni w stronę osób dorosłych. Dr Kurt Freund, analizując próbki przestępców seksualnych, doszedł do wniosku, że tylko rzadko przestępcy seksualni wobec dzieci płci męskiej preferują dorosłych mężczyzn. Badanie z udziałem 21 dorosłych przestępców seksualnych przeciwko chłopcom wykazało, że dwie trzecie z nich miało większe preferencje seksualne do dorosłych kobiet niż do dorosłych mężczyzn, co zmierzono pletyzmografem prąciowym, przy czym większa, „heteroseksualna” podgrupa atakowała młodszych chłopców niż grupa „homoseksualna”. Nowsze badanie, w którym poproszono samozidentyfikowanych pedofilów w społecznościach internetowych o ocenę ich pociągu seksualnego do mężczyzn i kobiet w wieku od 1 do 18 lat, wykazało, że ci mężczyźni wykazywali bardzo niski poziom pociągu do bardziej dojrzałych mężczyzn, a autorzy doszli do wniosku, że „intensywny pociąg seksualny do dzieci płci męskiej różni się od intensywnego pociągu seksualnego do dorosłych mężczyzn i generalnie nie jest z nim zgodny”.

## Osobowość pedofilów i problemy psychopatologiczne u nich występujące
Wśród osób ze zdiagnozowaną pedofilią często występują inne zaburzenia psychiczne. U około 50–70% pedofilów stwierdzono współwystępowanie innych rodzajów parafilii. Były to: froteryzm, ekshibicjonizm, podglądactwo lub sadyzm. Wśród niekazirodczych pedofilów wybierając za cel chłopców u 81% zdiagnozowano także inne parafilie (od 2 do 10), w tym sadyzm. Spośród ciężkich zaburzeń psychicznych stwierdzano zaburzenia osobowości, zwłaszcza antyspołeczne zaburzenia osobowości oraz zaburzenia osobowości typu C.

## Pedofilia a wykorzystywanie seksualne dzieci

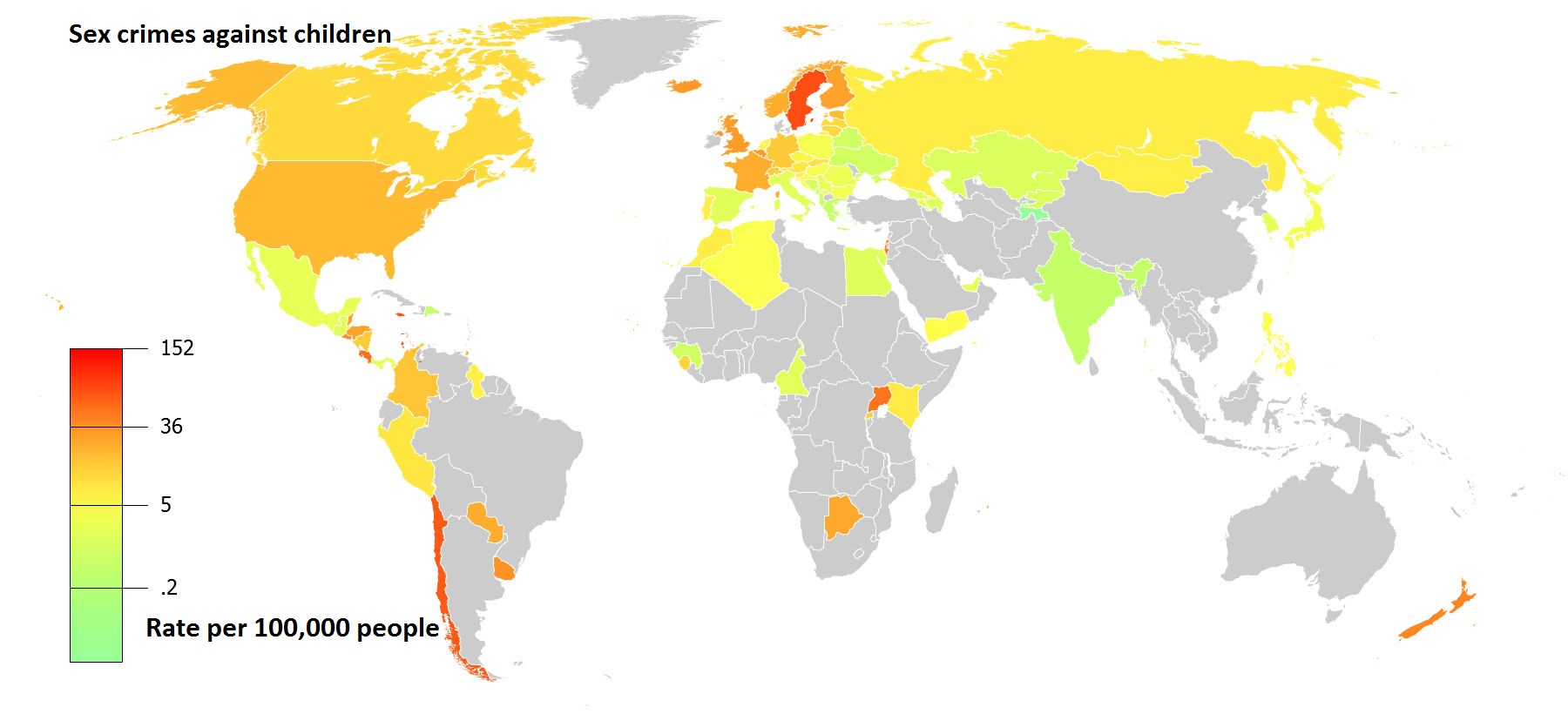
Wykorzystanie seksualne dzieci w latach 2010–2012 (liczba przypadków na 100000 osób)

W prawie wszystkich krajach świata czynności seksualne osoby dorosłej z osobą poniżej określonego wieku są zabronione, a granica wieku w większości krajów ustalona jest pomiędzy 14. a 18. rokiem życia.
Polski kodeks karny w celu ochrony dzieci przed wykorzystaniem seksualnym przewiduje odpowiedzialność karną osób, które dopuszczają się czynności seksualnych z osobami poniżej 15 roku życia lub dopuszczają się innych form wykorzystywania seksualnego małoletnich. Kodeks karny wykonawczy zapewnia skazanym za przestępstwa popełnione w związku z zaburzeniem preferencji seksualnych odbywanie kary w systemie terapeutycznym. Zgodnie z art. 117 przestępców takich obejmuje się leczeniem i rehabilitacją za ich zgodą; w przypadku braku takiej zgody o leczeniu i rehabilitacji orzeka sąd penitencjarny. W celu zapewniania ochrony przed kolejnymi przypadkami wykorzystania seksualnego dzieci, wobec skazanych pedofilów sąd może orzec umieszczenie sprawcy w zakładzie zamkniętym albo skierowanie na leczenie ambulatoryjne po odbyciu kary. Orzeczenie takie skutkuje przeprowadzeniem terapii farmakologicznej lub psychoterapii. Sąd może zobowiązać skazanego do poddania się leczeniu lub do uczestnictwa w programach korekcyjno-edukacyjnych, również zawieszając wykonywanie kary. Sytuacja taka uprawnia sąd także do zobowiązania sprawcy do powstrzymania się od przebywania w określonych środowiskach lub miejscach oraz do powstrzymania się od kontaktowania się z pokrzywdzonym lub innymi osobami w określony sposób.
Zabronione i karalne są czyny będące wykorzystywaniem seksualnym małoletnich, niezależnie od tego, czy popełniająca je osoba spełnia diagnostyczne kryteria zaburzenia preferencji seksualnej w postaci pedofilii. Nie każdy sprawca takiego czynu zabronionego ma zdiagnozowaną pedofilię. Jako „czyn pedofilny” określane jest „każde zachowanie osobnika dorosłego wobec dziecka, które jest motywowane popędem seksualnym i służy podniecaniu się i zaspokajaniu potrzeby seksualnej” lub czyn zabroniony będący seksualnym wykorzystaniem dziecka, ale jedynie gdy sprawca dopuszcza się go pod wpływem zaburzeń preferencji seksualnych pod postacią pedofilii. Można więc mówić o seksualnym wykorzystywaniu dzieci w formie przestępstwa niepedofilskiego. Czynów pedofilnych (w sensie szerszym) dopuszczają się nie tylko osoby ze zdiagnozowaną pedofilią, ale znacznie częściej osoby, u których ta parafilia nie występuje (tzn. liczniejsi od sprawców pedofilnych są sprawcy niepedofilni choć większości czynów pedofilnych dokonują ci pierwsi).
Natomiast samo zaburzenie preferencji, o ile dana osoba nie popełniła czynów zabronionych, nie jest karalne. Nie każda osoba z tym zaburzeniem musi popełnić czyn zabroniony, będący wykorzystaniem seksualnym dziecka.

### Czteroczynnikowy model wyjaśniający genezę wykorzystywania seksualnego dzieci
Dość wszechstronnym sposobem wyjaśnienia skąd się bierze wykorzystywanie seksualne dzieci jest czteroczynnikowy model stworzony przez Finkelhora i Araji w 1986 roku. Stanowi on syntezę kilku wcześniej powstałych koncepcji na ten temat. Autorzy wymieniają cztery grupy czynników mogących odpowiadać za podejmowanie czynności seksualnych wobec dzieci.
1. emocjonalna kongruencja – dorosły ma poczucie dopasowania, ponieważ rozwój jego potrzeb i zachowań jest na podobnym poziomie co u dziecka
2. reagowanie podnieceniem na dziecko – dotyczą powstawania pobudzenia seksualnego w kontakcie z dzieckiem
3. zablokowanie wobec dorosłych – reakcje seksualne pedofila na dorosły obiekt są zahamowane
4. odblokowanie – zanik hamulców społecznych, czy kontroli własnych zachowań wobec dzieci

## Metody zapobiegania i leczenia
Niektórzy z terapeutów przedstawiają pogląd, że pedofilia jest nieuleczalna, czyli leczenie nie prowadzi do zmniejszenia skłonności do wykorzystywania seksualnego dzieci lub daje jedynie kontrolę nad zachowaniami nie zmniejszając seksualnego zainteresowania dziećmi. Wbrew tym poglądom wyniki badań pozwalają stwierdzić, że pedofilia jest przewlekłym zaburzeniem psychicznym, jednak uleczalnym w zakresie ekspresji zachowań. Autorzy badań zwracają uwagę na brak dowodów na wrodzony charakter pedofilii, upoważniający do nazwania jej orientacją seksualną. Pedofilia jest więc preferencją seksualną, a w części przypadków leczeniu poddane są osoby jedynie o zainteresowaniach seksualnych wobec dzieci i preferencjach wyrażanych względem partnerów dorosłych. Terapia nakierowana na zmianę zainteresowań seksualnych pozwala osiągnąć ich normalizację. Jednocześnie celem terapii jest nauka umiejętności niezbędnych do tworzenia intymnych relacji z dorosłymi, poprawa poczucia własnej wartości oraz zmiana postawy. Odsetek recydywistów po terapii jest dużo niższy niż wśród nieleczonych sprawców wykorzystania seksualnego dzieci i to zarówno pedofilów, jak i nie-pedofilów.

### Zapobieganie
- Programy prewencyjne[126] skierowane na:
  1. oddziaływania na sprawców lub potencjalnych sprawców
  2. informacje dla osób, które mogą być świadkami wykorzystywania dzieci albo mają takie podejrzenia
  3. kampanie informacyjne dla dzieci dotyczące „złego dotyku”
  4. informacje edukujące społeczeństwo i zmieniające nastawienie do pedofilii

### Terapia kognitywno-behawioralna
- psychoterapia

### Terapia farmakologiczna
- farmakoterapia – oddziaływanie na neuroprzekaźnictwo związane z patofizjologią zachowań agresywnych i odhamowania seksualnego, zdaniem niektórych również terapia antyandrogenami[76]
- kastracja chemiczna

## Postawy społeczne wobec pedofilii

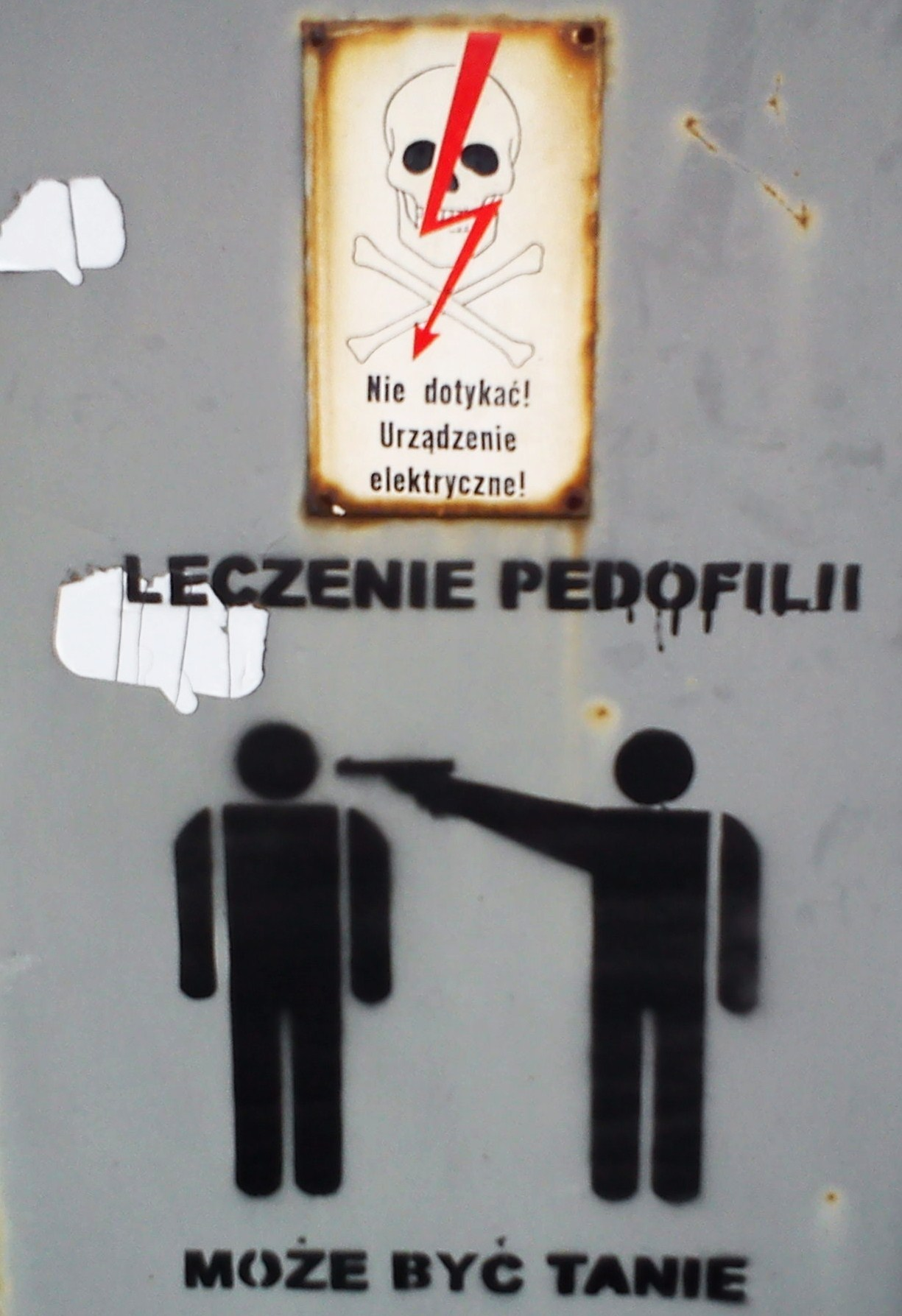
Nienawiść wobec pedofilów

Sprawcy czynów pedofilnych są silnie stygmatyzowani, tak przez ogół społeczeństwa, jak i subkulturę więzienną, co w tym drugim przypadku prowadzi do przemocy fizycznej i psychicznej o charakterze systematycznego prześladowania. Zarówno podczas wykonywania wyroku, jak i po wyjściu na wolność naruszane są wobec sprawców prawa człowieka, a nawet jest podawane w wątpliwość przysługiwanie im tych praw.
Z dniem 8 czerwca 2010 weszła w życie nowelizacja polskiego kodeksu karnego, zgodnie z którą karane jest publiczne propagowanie lub pochwalanie zachowań o charakterze pedofilskim.
W opinii na temat projektowanego przepisu, Jarosław Warylewski stwierdził: „Jeżeli zakresem kryminalizacji mają być objęte informacje o pozytywnych skutkach zachowań pedofilskich, to rozwiązanie takie należy uznać za sprzeczne z art. 10 ust. 1 Konwencji o ochronie praw człowieka i podstawowych wolności, w brzmieniu: «Każdy ma prawo do wolności wyrażania opinii. Prawo to obejmuje wolność posiadania poglądów oraz otrzymywania i przekazywania informacji i idei bez ingerencji władz publicznych i bez względu na granice państwowe»”.
I Prezes Sądu Najwyższego prof. Lech Gardocki na łamach „Rzeczypospolitej” napisał: „Mamy tu do czynienia z pośpieszną i przesadną reakcją na marginalne ilościowo wypowiedzi osób, które nie potępiają bezwarunkowo uprawiania seksu z dziećmi. Różnicują zdarzające się przypadki na szkodliwe i na takie, które nazywają pozytywną pedofilią. Może to nas irytować, ale to nie znaczy, że należy od razu unosić do ciosu karzący miecz Temidy. Może lepiej podjąć wysiłek polemiki z tymi wypowiedziami, odeprzeć je, może nawet ośmieszyć, ale bez użycia knebla. Przepis karny powinien być ostatecznością”.
Stosunek społeczeństwa do osoby pedofila jest silnie negatywny.